# سكوت غيدز
سكوت غيدز (بالإنجليزية: Scott Geddes)‏ هو لاعب دوري الرغبي أسترالي، ولد في 18 أكتوبر 1980 في Bowral ‏ في أستراليا.